# 한국어류학회
한국어류학회는 2010년 7월 29일 해양수산부로부터 설립허가(허가번호 제524호)를 받은 사단법인이다. 사무실은 전북특별자치도 전주시 덕진구 동부대로 815, 201호 (호성동1가)에 있다.

## 대표자
- 송춘복 (제주대학교 교수)

## 설립목적
어류에 관심이 있는 모든 국내외 사람들 간의 만남의 기회를 도모하여 원활한 정보교환, 공동연구 및 협동체제를 증진시켜 어류와 관련한 교육, 연구 및 산업발전에 기여하고 회원 상호간의 권익 증진

## 주요 사업
- 학술연구발표회, 토론회, 강습회, 세미나 등의 개최
- 학술지, 도서 및 기술정보지의 발간
- 국내외 관련 학회와의 상호연락 및 협력활동
- 어류에 관한 연구, 조사, 정보수집, 연구 장려 및 연구공적의 포상
- 기타 본 학회의 목적 달성에 필요하다고 인정되는 사업